# Tigist Assefa
Tigist Assefa   (Holeta Genet, 3 de desembre de 1996) és una corredora de fons etíop, que ostenta el rècord mundial de marató en categoria femenina des del setembre de 2023. El seu temps rècord mundial es va establir a la Marató de Berlín de 2023 amb 2:11:53. És una antiga especialista en 800 metres.
Després del seu debut a la marató l'abril de 2022, Assefa va millorar en més de 18 minuts i va establir la tercera millor marca més ràpida de tots els temps a la Marató de Berlín de 2022, abans de batre el rècord de marató femení de tots els temps en més de dos minuts el 2023.